# Гвоздь Сергій Петрович
Сергій Петрович Гвоздь (нар. 1 вересня 1972) — радянський та український футболіст, півзахисник.

## Життєпис
Футбольну кар'єру розпочав 1989 року в ще аматорському клубі «Хімік» (Житомир). У 1993 році виїхав до Молдови, де зіграв 6 матчів за «Молдову» (Боросеній-Ной) у Національному дивізіоні Молдови. Під час зимової перерви сезону 1993/94 років повернувся до України, де підсилив «Кристал». Зіграв 9 матчів у Першій лізі України. Потім виступав у чемпіонаті Житомирської області та аматорському чемпіонаті України за «Будівельник» (Житомир), «Промінь» (Самбір) та «Імпульс» (Кам'янець-Подільський).
У вересні 1995 року підписав контракт з «Папірником». Дебютував у футболці малинського клубу 22 вересня 1995 року в нічийному (0:0) виїзному поєдинку 13-го туру групи А Другої ліги проти жидачівського «Авангарду». Сергій вийшов на поле на 72-й хвилині, замінивши Афанасія Єфремова. Дебютним голом у Другій лізі України відзначився 20 квітня 1996 року на 3-й хвилині переможного (3:2) домашнього поєдинку 28-го туру групи А Другої ліги проти жовківського «Гарая». Гвоздь вийшов на поле в стартовому складі та відіграв увесь матч. За неповний сезон у команді зіграв 21 матч та відзначився 3-ма голами. Також у сезоні 1995/96 років грав за «Рому» (Бєльці), відзначився 19-ма голами та допоміг команді виграти Дивізіон B (третій за силою чемпіонат Молдови). У сезоні 1996/97 років також грав за колектив з Бєльців, разом з яким став срібним призером Дивізіону А (другий за силою чемпіонат Молдови), але вже не демонстрував таку результативність — 4 голи у 15-ти матчах.
Напередодні старту сезону 1997/98 років повернувся до України, де уклав договір з першоліговою чернігівською «Десною», але за команду так і не зіграв жодного офіційного поєдинку. Натомість виступав в орендах за друголігові «Керамік» (5 матчів, 1 гол) та «Славутич-ЧАЕС» (27 матчів). Після цього знову грав у чемпіонаті Житомирської області та аматорському чемпіонаті України за «Авангард» (Радомишль), «КХП-Черняхів», «Комунальник» (Житомир), «Рудь» (Житомир) та «Коростень». У сезоні 1999/2000 років зіграв 3 матчі за «Рому» (Бєльці) в Національному дивізіоні Молдови.
Сезон 2005/06 років розпочав у МФК «Житомир». Свій останній поєдинок на професіональному рівні зіграв 20 серпня 2005 року проти житомирських «Житичів», який завершився нульовою нічиєю. З 2008 по 2012 рік знову виступав у чемпіонаті Житомирської області та аматорському чемпіонаті України за СДЮШОР «Полісся» (Житомир), «Дорожник» (Житомир), «Зоря-Енергія» (смт Романів), «Звягель-750» (Новоград-волинський) та «Бердичів». З березня 2016 року працював у тренерському штабі житомирського «Полісся». Футбольну кар'єру завершив 2017 року в складі «Зорі» (Врублівка) в чемпіонаті Житомирської області.

## Досягнення
«Рома» (Бєльці)
- Дивізіон B Молдови
  -  Чемпіон (1): 1995/96

- Дивізіон A Молдови
  -  Срібний призер (1): 1996/97